# توم برايدي
توماس إدوارد باتريك برايدي جونيور (من مواليد 3 أغسطس 1977) هو ظهير ربعي كرة قدم أمريكي محترف سابق، ومعلق رياضي حالي، لعب في الدوري الوطني لكرة القدم الأمريكية (NFL) لمدة 23 موسمًا. قضى أول 20 موسمًا له مع فريق نيوإنغلاند بيتريوتس، وكان مساهمًا رئيسيًا في نجاح الفريق من عام 2001 إلى عام 2019. في مواسمه الثلاثة الأخيرة، كان عضوًا في فريق تامبا باي بوكانيرز. يُعتبر برادي على نطاق واسع أعظم ظهير ربعي في كل العصور.[3]
بعد لعب كرة القدم الجامعية في ميشيغان، تم اختيار بريدي وكان الاختيار رقم 199 بشكل عام من قبل بيتريوتس في الجولة السادسة من مسودة اتحاد كرة القدم الأميركي لعام 2000، مما أكسبه لاحقًا سمعة باعتباره أكبر سرقة مسودة في اتحاد كرة القدم الأميركي. أصبح لاعب ظهير ربعي خلال موسمه الثاني، والذي شهد فوز باتريوتس بأول لقب سوبر بول في سوبر بول 36. بصفته لاعب البداية الأساسي للفريق لمدة 18 موسمًا، قاد برايدي باتريوتس إلى 17 لقبًا (بما في ذلك 11 لقبًا متتاليًا من 2009 إلى 2019)، و 13 بطولة مؤتمر كرة القدم الأمريكية (بما في ذلك ثماني مباريات متتالية من 2011 إلى 2018)، وظهور تسعة مرات في السوبر بول، وستة ألقاب سوبر بول، جميع سجلات إن إف إل للاعب والامتياز. انضم إلى بوكانيرز في عام 2020 وقادهم للفوز سوبر بول 55، ممددًا سجلاته الفردية إلى 10 مباريات سوبر بول وسبعة انتصارات.
يحمل برايدي تقريبًا كل سجل ظهير ربعي الرئيسي، بما في ذلك ياردات التمرير والإكمال وتمريرات الهبوط والألعاب التي بدأت، بالإضافة إلى معظم اختيارات برو بول. لم يكن لديه موسم خاسر أبدًا، فهو قائد اتحاد كرة القدم الأميركي في انتصارات الظهير الربعي المهنية، فوز في الموسم العادي، فوز في تصفيات الظهير الربعي، وجوائز سوبر بول اللاعب الأكثر قيمة، بالإضافة إلى اللاعب الوحيد الأكثر قيمة لاثنين من الامتيازات المختلفة. اللاعب الوحيد الذي يفوز بلقب سوبر بول في ثلاثة عقود منفصلة، وقد لوحظ برادي أيضًا لطول عمر نجاحه. إنه أكبر لاعب في دوري كرة القدم الأمريكية في سن 40، وأكبر لاعب في دوري كرة القدم في سن 43، وأقدم ظهير ربعي تم اختياره في برو بول في سن 44. برايدي هو الظهير الربعي الوحيد في دوري كرة القدم الأمريكية الذي تم اختياره لفريقين من كل عقد (2000 و2010) وتم اختياره بالإجماع في الذكرى المائة لفريق كل-الأوقات في عام 2019.

## حياة مبكرة
وُلد توماس إدوارد باتريك برايدي جونيور في سان ماتيو بكاليفورنيا في 3 أغسطس 1977، وهو الابن الوحيد والطفل الرابع لغالين باتريشيا (ني جونسون) وتوماس برادي الأب. لديه ثلاث أخوات أكبر منه، نانسي، جولي، مورين، ونشأ ككاثوليكي. والده من أصل أيرلندي، بينما والدته من أصول ألمانية، نرويجية، وسويدية. كان اثنان من أجداد أجداد برادي من جانب والده، جون وبريدجيت برادي، من اللاجئين الأيرلنديين من المجاعة الكبرى الذين انتقلوا إلى سان فرانسيسكو من بوسطن قبل الحرب الأهلية الأمريكية. وكان برفقتهم آن شقيقة بريدجيت وزوجها لورانس ميغان، والدا لاعب البيسبول الأمريكي "ستيدي" بيت ميغان في القرن التاسع عشر. كان عم برادي الأكبر مايكل باكلي جونيور أول أسير حرب أمريكي في الحرب العالمية الثانية.
في الثمانينيات، كان برايدي يحضر بانتظام مباريات سان فرانسيسكو 49 في كاندلستيك بارك، حيث كان من محبي الظهير الربعي جو مونتانا. قال برايدي على مونتانا بأنه مثله الأعلى وأنه أحد مصادر إلهامه. في سن الرابعة، حضر برايدي بطولة 1981 إن إف سي، ضد دالاس كاوبويز، حيث ألقى مونتانا الإلتقاطة الشهيرة إلى دوايت كلارك. عندما كان طفلاً، حضر برايدي معسكر كرة القدم في كلية سان ماتيو، حيث تم تعليمه كيفية رمي كرة القدم من قبل مستشار المخيم واللاعب المستقبلي في إن إف إل/أي إف إل الظهير الربعي توني غراتسياني. على الرغم من تنافس لوس أنجلوس ليكرز وبوسطن سيلتكس في كرة السلة الأمريكية، نشأ برايدي كمشجع للوس أنجلوس ليكرز وبوسطن سيلتيكس معًا.
التحق برادي بمدرسة ثانوية جونبيرو سيرا في سان ماتيو، حيث تخرج عام 1995. لعب كرة القدم وكرة السلة والبيسبول في المدرسة الثانوية. لعب ضد منافس كلية بيلارمن الإعدادية بات بوريل في كرة القدم والبيسبول. بدأ برايدي مسيرته الكروية بصفته الظهير الربعي الاحتياطي في فريق بادريس للناشئين. في البداية، لم يكن برايدي جيدًا بما يكفي للبدء في فريق جاي في 0-8، والذي لم يسجل أي هدف بطريقة الهبوط (تاتش-داون) طوال العام. صعد برايدي إلى المركز الأساسي عندما أصيب لاعب الظهير الربعي الأساسي. أصبح أساسي في فريق الجامعة في سنته الأولى وتولى المنصب حتى تخرجه. بحلول السنة الأولى لبرايدي، كان يسعى جاهداً لأن يلاحظه مدربي الكلية. قام بإنشاء أشرطة مميزة وأرسلها إلى المدارس التي اعتبرها ملتحقًا بها. أدى ذلك إلى اهتمام قوي من العديد من برامج كرة القدم في جميع أنحاء البلاد.
كانت عملية التجنيد مختلفة كثيرًا خلال فترة برايدي، عندما لم تكن تصنيفات الرياضيين بارزة. من حيث التجنيد في عقد 2000، كان يعتبر برايدي مجندًا من فئة أربع نجوم. في جوهره، كان محتملاً عالي التصنيف. كان برايدي في تقرير الإعدادية لكرة القدم أول-أميريكان. بعد عملية التجنيد، قام بتقليص قائمته إلى خمس مدارس. قال والده: "من المحتمل أن أولئك الذين سمعنا منهم بالفعل وقلصنا القائمة في النهاية إلى كال بيركلي، جامعة كاليفورنيا في لوس أنجلوس، جامعة جنوب كاليفورنيا، ميتشيغان، وإلينوي. بصفته أحد مشجعي كال، كان والده يأمل أن يحضر برادي كال لأنها قريبة، حيث كان برادي ملتزمًا صامتًا، وأنه سيكون قادرًا على مشاهدة ابنه يلعب.
كان برادي معروفًا أيضًا بأنه لاعب بيسبول رائع في المدرسة الثانوية. لقد كان يمسك بيده اليسرى بقوة. أثارت مهاراته إعجاب كشافة كرة القاعدة (إم إل بي)، وتمت اختياره في الجولة الثامنة عشرة من مسودة إم إل بي لعام 1995 من قبل معرض مونتريال. توقع إكسبوس أن يكون برايدي نجمًا محتملاً لكل النجوم، حيث ادعى آنذاك كيفن مالون أن لديه القدرة على أن يكون «أحد أعظم ماسك على الإطلاق». عرض عليه إكسبوس أموالًا نموذجية لتلك التي عرضت عليه في الجولة الثانية المتأخرة أو في وقت مبكر من اختيار الجولة الثالثة، ولكن عندما علم برادي باهتمامه بلعب كرة القدم، اختار كرة القدم على البيسبول. تم تجنيد برادي من قبل مساعد ميتشيغان بيل هاريس، ووقع للعب في جامعة ميشيغان في عام 1995. أنهى مسيرته الكروية في المدرسة الثانوية بإكمال 236 من 447 تمريرة لمسافة 3,702 ياردة و 31 هبوطًا. كما فاز بجوائز كل-الولاية وكل-الغرب البعيد وجائزة أفضل لاعب في الفريق.
خلال العطلة الصيفية لعامي 1998 و 1999، كان برادي متدربًا في ميريل لينش. تم تجنيده في قاعة مشاهير مدرسة جونبيرو سيرا الثانوية في عام 2003، وانضم إلى زملائه من خريجي ثانوية سيرا الخريجين باري بوندز، لاين سوان، غريغ جيفريز، وجيم فريغوسي، من بين كثيرين آخرين. عندما زار برايدي المدرسة في عام 2012، بعد أسبوعين من سوبر بول 46، أعلن المسؤولون أنهم أطلقوا على ملعب كرة القدم برايدي فاميلي ستايديوم.

## مسيرة إحترافية
كان برادي محتملاً بشكل قليل بعد ما تخرج من الكلية، مع أداء تجميع كشافة إن إف إل غير مثير للإعجاب يعزز هذه السمعة السلبية. نتيجة لذلك، لم يتم اختياره حتى الجولة السادسة من مسودة إن إف إل لعام 2000 من قبل نيو إنغلاند بيتريوتس، رقم 199 بشكل عام، وكان الظهير الربعي السابع. يُعزى نجاح برايدي كممر كرة إلى أخلاقيات العمل، روحه التنافسية، وعيه بالجيب (منطقة في الملعب الخلفي)، والذكاء.

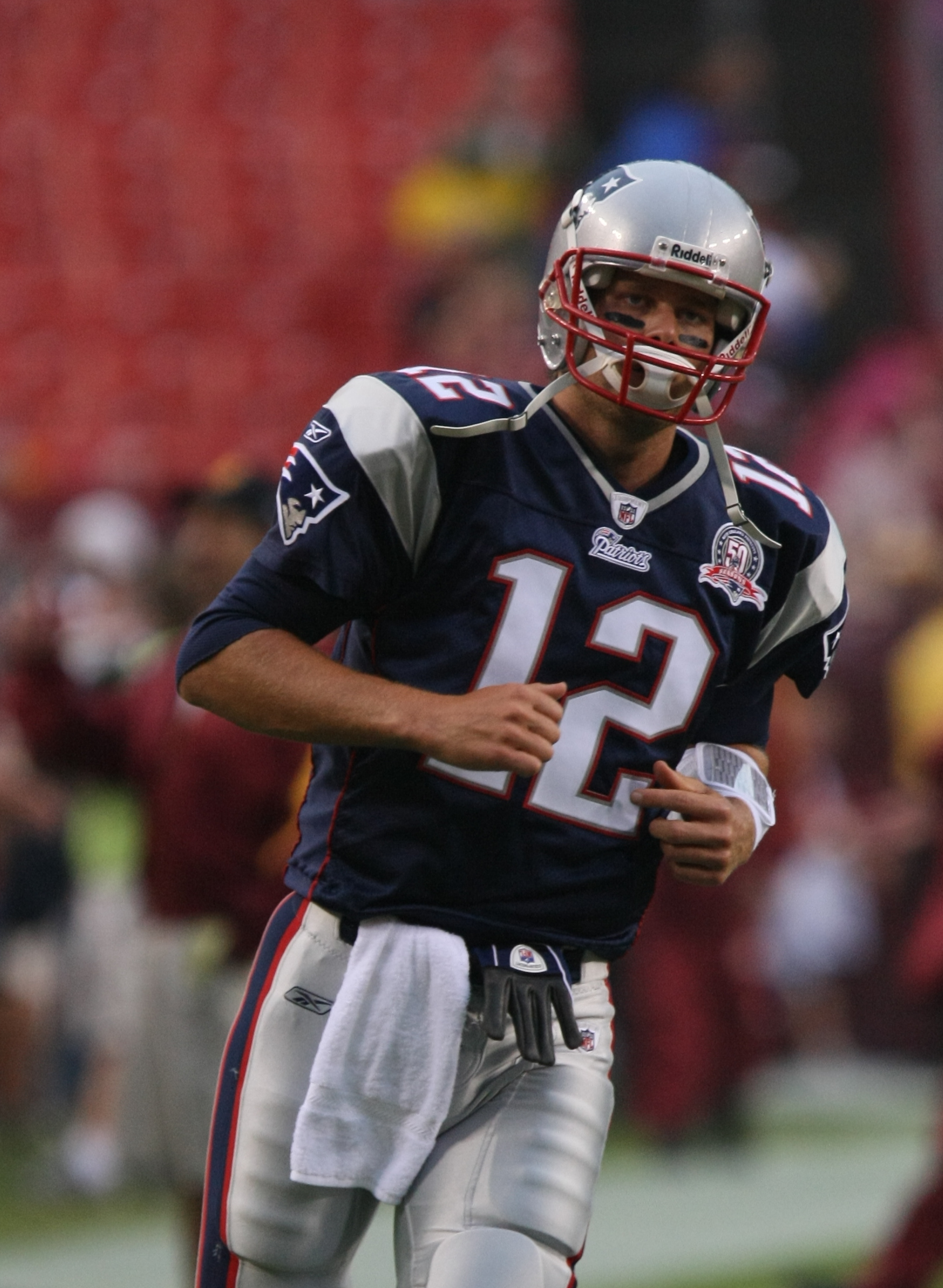
برايدي خلال عام 2009 قبل بداية الموسم

بدأ برايدي 363 مباراة (316 موسمًا عاديًا، و 47 مباراة فاصلة) في 22 مواسمًا، وكان معظمها بالنسبة لبطل الوسط في دوري كرة القدم الأمريكية. كانت مواسمه العشرين الأولى مع بيتريوتس، وهو أيضًا الأكثر بالنسبة إلى ظهير ربعي في اتحاد كرة القدم الأميركي بامتياز واحد. منذ عام 2020، لعب مع فريق تامبا باي بوكانيرز. لقد خدم كمبتدئ أساسي في 20 من مواسمه، حيث شغل دورًا احتياطيًا خلال حملته كلاعب صاعد وفقد تقريبًا كل موسم 2008 بسبب إصابة في الركبة. يمثل موسم 2008 المرة الوحيدة التي لم يبدأ فيها برايدي بسبب الإصابة. لم يخسر برايدي أبدًا أي موسم خاسر كبداية وغاب فقط عن التصفيات في عام 2002، وهو العام الأول الذي بدأ فيه جميع مباريات الموسم العادي البالغ عددها 16. مع بيتريوتس، قاد برادي الفريق إلى 17 لقبًا في القسم الشرقي. قاد بوكانيرز في عام 2020 إلى رصيف البطاقات البرية، وهي المرة الوحيدة التي لم يخوض فيها فريقه التصفيات بصفته فائزًا في القسم، ولقب القسم الجنوبي في الموسم التالي.
فاز برايدي، صاحب المركز الأول في تاريخ اتحاد كرة القدم الأميركي، في 243 مباراة في الموسم العادي و 35 مباراة بعد انتهاء الموسم بمجموع 278 انتصارًا. يحمل برايدي نسبة فوز .769، وهي أعلى نسبة بين لاعبي الوسط في دوري كرة القدم الأمريكية الذين بدأوا 100 مباراة. إنه اللاعب الوحيد في دوري كرة القدم الأمريكية الذي فاز بـ 200 مباراة في الموسم العادي، كما أن انتصاراته في ما بعد الموسم التي يبلغ عددها 35 هي أكثر من ضعف تلك التي حققها أي لاعب وسط آخر. برادي هو أيضا لاعب الوسط الوحيد في اتحاد كرة القدم الأميركي الذي فاز بجميع مباريات الموسم العادي الـ16، والتي أنجزها في عام 2007. في عام 2021، أصبح برايدي واحدًا من أربعة لاعبي الوسط الذين هزموا جميع فرق اتحاد كرة القدم الأميركي البالغ عددها 32. حصل برادي على أكبر عدد من اختيارات برو بول في تاريخ إن إف إل وبعمر 15 عامًا وحصل على لقب أفضل لاعب في الدوري ثلاث مرات في 2007، 2010، و2017. تم منحه جائزة إم في بي لعام 2010 بقرار إجماعي؛ في المرة الأولى التي تم فيها تحقيق هذا التمييز. حصل برايدي أيضًا على لقب أفضل رياضي لهذا العام في عام 2007، مما جعله ثالث لاعب في دوري كرة القدم الأمريكية يحصل على الجائزة، وينضم إلى جو مونتانا. هو ومونتانا هما اللاعبان الوحيدان اللذان فازا بالعديد من جوائز إن إف إل اللاعب الأكثر قيمة وسوبر بول اللاعب الأكثر قيمة.
أدت المواسم العشرين لبرايدي كمبتدئ أساسي إلى الحصول على سبعة ألقاب سوبر بول، وهو أكبر عدد من أي لاعب وأكثر من أي امتياز في دوري كرة القدم الأمريكية. بشكل عام، ظهر في 10 نهائيات سوبر بول؛ نصف المواسم التي كان فيها هو البادئ الأساسي وأكثر من أي امتياز إن إف إل بخلاف بيتريوتس. هو وبيتون مانينغ هما اللاعبان الوحيدان اللذان يفوزان بسوبر باول لأكثر من امتياز واحد، حيث فاز برادي بستة لبيتريوتس وواحد للقراصنة. في انتصاراته السبعة، وضع برايدي أيضًا الرقم القياسي لجوائز سوبر بول اللاعب الأكثر قيمة بخمس جوائز. بعد حصوله على جوائز سوبر بول اللاعب الأكثر قيمة مع كل من نيو إنغلاند وتامبا باي، يعد برايدي اللاعب الوحيد الذي فاز بالجائزة بامتيازات متعددة.

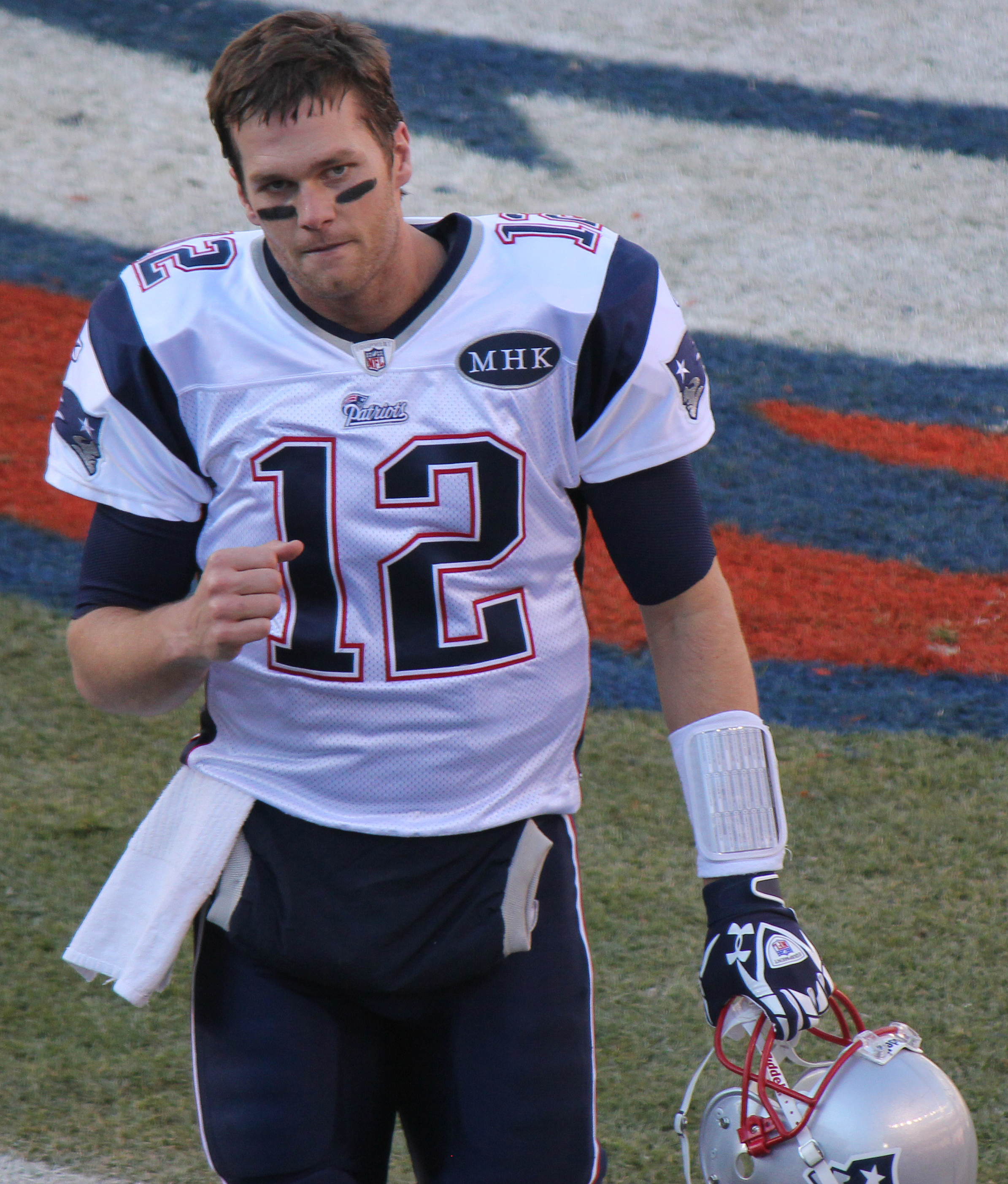
برادي في دنفر عام 2011

يحتفظ برايدي بكل سجل ظهير ربعي رئيسي تقريبًا، وهو قائد اتحاد كرة القدم الأميركي في ساحات التمرير المهنية، والمحاولات، وتمريرات الهبوط في كل من الموسم العادي والتصفيات. إنه اللاعب الوحيد في دوري كرة القدم الأمريكية الذي حصل على 600 نقطة هبوط في الموسم العادي. لدى برادي أيضًا سجلات المهنة وما بعد الموسم للإكمال. في بداية مسيرته 316، كان هو اللاعب الوحيد في الوسط في دوري كرة القدم الأمريكية الذي يمتلك خطين منفصلين من البداية المتتالية لأكثر من 100 مباراة. بدأ برادي 111 مباراة متتالية من 2001 إلى 2008 وانتهت بسبب إصابته وانتهت 112 مشاركة متتالية من 2009 إلى 2016 بعد إيقافه بسبب جدل اتلاف الكرات. كما أدى طول عمره إلى تسجيل العديد من السجلات العمرية في اتحاد كرة القدم الأميركي. برايدي هو أقدم ظهير ربعي في دوري كرة القدم الأمريكية يتم تسميته في برو بول (44 عامًا)، ويتم تسميته اللاعب الأكثر قيمة في السوبر بول (العمر 43)، ويفوز بلقب سوبر بول باعتباره الظهير الربعي الأساسي (العمر 43)، ويتم تسميته باللاعب الأكثر قيمة في الدوري (العمر 40).

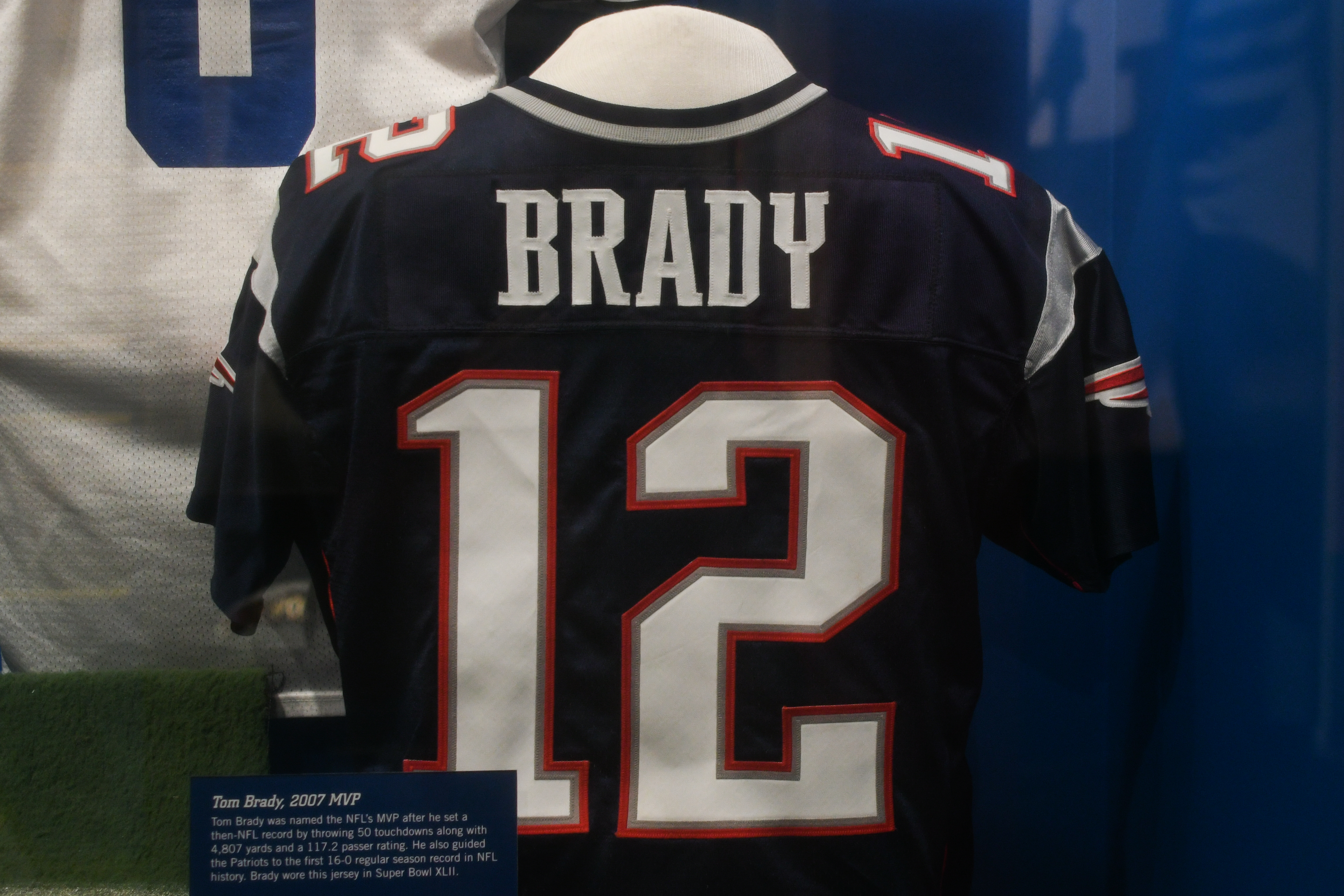
قميص يرتديه براديز في قاعة مشاهير كرة القدم للمحترفين

في فريق بيتريوتس، شكل برايدي والمدرب الرئيسي بيل بيليشيك أنجح ظهير ربعي ومدرب بالتزامن في الدوري الوطني لكرة القدم الأمريكية. كانوا ينسبون باستمرار إلى سلالة باتريوت من 2001 إلى 2019، مما أدى إلى تسمية السلالة باسم عصر برادي-بيليشيك من بعدهم. تعتبر السلالة واحدة من أعظم السلالات في تاريخ الرياضة، مع نجاحات برادي في مساعدة باتريوتس على تسجيل الأرقام القياسية لظهور سوبر بول (11) والفوز (6، تعادل مع بيتسبرغ ستيلرز). خلال موسم برادي الأول كمبتدئ أساسي، فاز الامتياز بأول بطولة له في سوبر بول 36، مع ألقاب متتالية تالية في عامي 2003 و2004. فاز بيتريوتس بسجل إن إف إل 21 مباراة متتالية (الموسم العادي والتصفيات) خلال هذه الفترة، بينما فاز برايدي بعشر مباريات متتالية بعد الموسم (أيضًا أول 10 مباريات بعد الموسم)، وهو رقم قياسي آخر في اتحاد كرة القدم الأميركي.
حافظ برادي على وضع بيتريوتس كمتنافس دائم لما بعد الموسم طوال فترة ولايته، على الرغم من أنهم لم يفزوا بلعبة سوبر بول أخرى إلا بعد عقد من الزمان بعد ثالثهم. انتهى ظهوره في المباراتين التاليتين بهزيمتين مفاجئتين أمام فريق نيويورك جاينتس. الخسارة الأولى في سوبر بول 41 لعام 2007 منعت أيضًا برادي وبيتريوتس من الحصول على موسم 19-0 مثالي. عاد برايدي إلى شكل ما بعد الموسم المهيمن في عام 2014 عندما قاد باتريوتس إلى لقبهم الرابع في سوبر بول 49. تبع ذلك ظهور برايدي ثلاث مرات متتالية في السوبر بول من 2016 إلى 2018، والتي ضمنت لقب نيو إنغلاند الخامس والسادس في سوبر بول 51 وسوبر بول 53.
عندما وقع برادي مع تامبا باي في عام 2020، لم يكن الفريق قد وصل إلى مرحلة ما بعد الموسم منذ عام 2007 ولم يفز بمباراة فاصلة منذ عام 2002. ساعد برايدي في إنهاء كلتا موجتي الجفاف في طريقه إلى فوز القراصنة بلعبة سوبر بول 55. خلال موسم 2021، سجل الرقم القياسي الموسمي للإكمال وقاد الدوري في تمرير الياردات والهبوط (تاتش داون). كان تمرير الياردات خلال الموسم أيضًا مسيرة مهنية عالية.
يعد برايدي أحد أكثر لاعبي اتحاد كرة القدم الأميركي تميزًا وإنجازًا، ويُشار إليه على نطاق واسع بأنه أعظم ظهير ربعي في كل العصور. يعتبر أيضًا أحد أعظم لاعبي اتحاد كرة القدم الأميركي  وواحد من أعظم الرياضيين في تاريخ الرياضة.

## جوائز وتكريمات

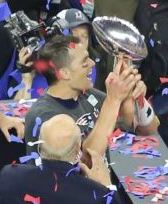
برايدي هو بطل السوبر بول سبع مرات، وفاز بستة ألقاب مع نيو إنغلاند بيتريوتس، وواحد مع تابما باي بوكانيرز

- 7x بطل سوبر بول (36، 38، 39، 49، 51، 53، 55) (أكثر من أي لاعب فردي)
- 5x اللاعب الأكثر قيمة في السوبر بول (36، 38، 49، 51، 55) (سجل كل-الأوقات)
- 9x بطل مؤتمر كرة القدم الأمريكية (2001، 2003، 2004، 2007، 2011، 2014، 2016–2018)
- بطل إن إف سي (2020)
- 3x اللاعب الأكثر قيمة في إن إف إل (2007، 2010، 2017)
- 2× أفضل لاعب هجوم في دوري كرة القدم الأمريكية (2007، 2010)
- إن إف إل لاعب العودة للسنة (2009)
- 3x الفريق الأول الكل-محترف (2007، 2010، 2017)
- 3x الفريق الثاني الكل-محترف (2005، 2016، 2021)
- اختيار 15x برو بول (2001، 2004، 2005، 2007، 2009–2018، 2021) (سجل طوال الوقت)
- (2000–2009) فريق كل العقد
- (2010–2019) فريق كل العقد
- فريق كل-الأوقات الذكرى المئوية لـ إن إف إل
- 2007 جائزة بيرت بيل
- 2021 لاعب العام في فيديكس اير إن إف إل

الرابطة الوطنية لرياضة الجامعات
- 1997 بطل وطني (أسوشيتد بريس)
- 2x سبورت إللوستريتد رياضي العام (2005، 2021)
- 2007 أسوشيتد برس رياضي العام
- 5x الفائز بجائزة إي إٍ بي واي (ESPY)
  - 2021 أفضل رياضي ذكر
  - 3x أفضل لاعب في دوري كرة القدم الأمريكية
  - فريق 2021 المتميز (مع تامبا باي بوكانيرز)
- 2021 تايم 100[91]

جوائز إيمي الرياضية
- 2022 سلسلة وثائقية رائعة (كمنتج تنفيذي لـمان إن ذا أرينا (Man in the Arena))[92]

## مساع أخرى
ظهر برايدي كنجم ضيف في العديد من البرامج التلفزيونية الشهيرة، حيث استضاف ساترداي نايت لايف في عام 2005  وعبّر عن نفسه في حلقة عائلة سيمبسون 2005 «هومر ونيد هيل ماري باس» وحلقة فاميلي غاي 2006 «باتريوت غيمز»؛ تم بث كلتا الحلقتين حول كرة القدم في غضون أسبوع من سوبر بول في ذلك العام. في عام 2009، ظهر بنفسه في حلقة الموسم السادس من إنتورايج. في عام 2015، كان قد ظهر كنسخ خيالية لنفسه في فيلم إنتورايج وتيد 2.
في عام 2007، كان برايدي نموذجًا لكولونيا ستيتسون. أيد برادي علامات تجارية تشمل أوغز، أندر آرمور، موفادو، أستون مارتن وغلاكيو سمارت واتر. وفقًا لـ فوربس، حصل على حوالي 7 ملايين دولار من التأييد وحده في عام 2014. في عام 2016، بدأ الظهور في حملة بيوتيريست بلاك التجارية لشركة سيمونز بيدينغ. في عام 2016، أطلق خطه الخاص من الوجبات الخفيفة النباتية.
شارك برادي في ذا ماتش - وهو معرض وحدث خيري للجولف يضم لاعبي جولف محترفين ورياضيين آخرين - في 2020، 2021، و2022.
في 10 مايو 2022، أعلنت قناة فوكس سبورتس أنه بعد مسيرة برايدي في اللعب، سينضم إلى الشبكة كمعلق رئيسي. يقال إن صفقة برايدي مع فوكس ستدفع له 375 مليون دولار على مدى 10 سنوات، مما يجعل برايدي هو المعلق الرياضي الأعلى أجراً في التاريخ، متجاوزًا تروي أيكمان من إي إس بي إن بـ 18 مليون دولار سنويًا. بعد أسبوع، أعلنت نتفليكس أن برايدي سيظهر في سلسلة من العروض الخاصة القادمة بعنوان «غريتيست روستس أوف أول تايم (GROAT)». برايدي هو المنتج التنفيذي للمسلسل.

## حياة شخصية

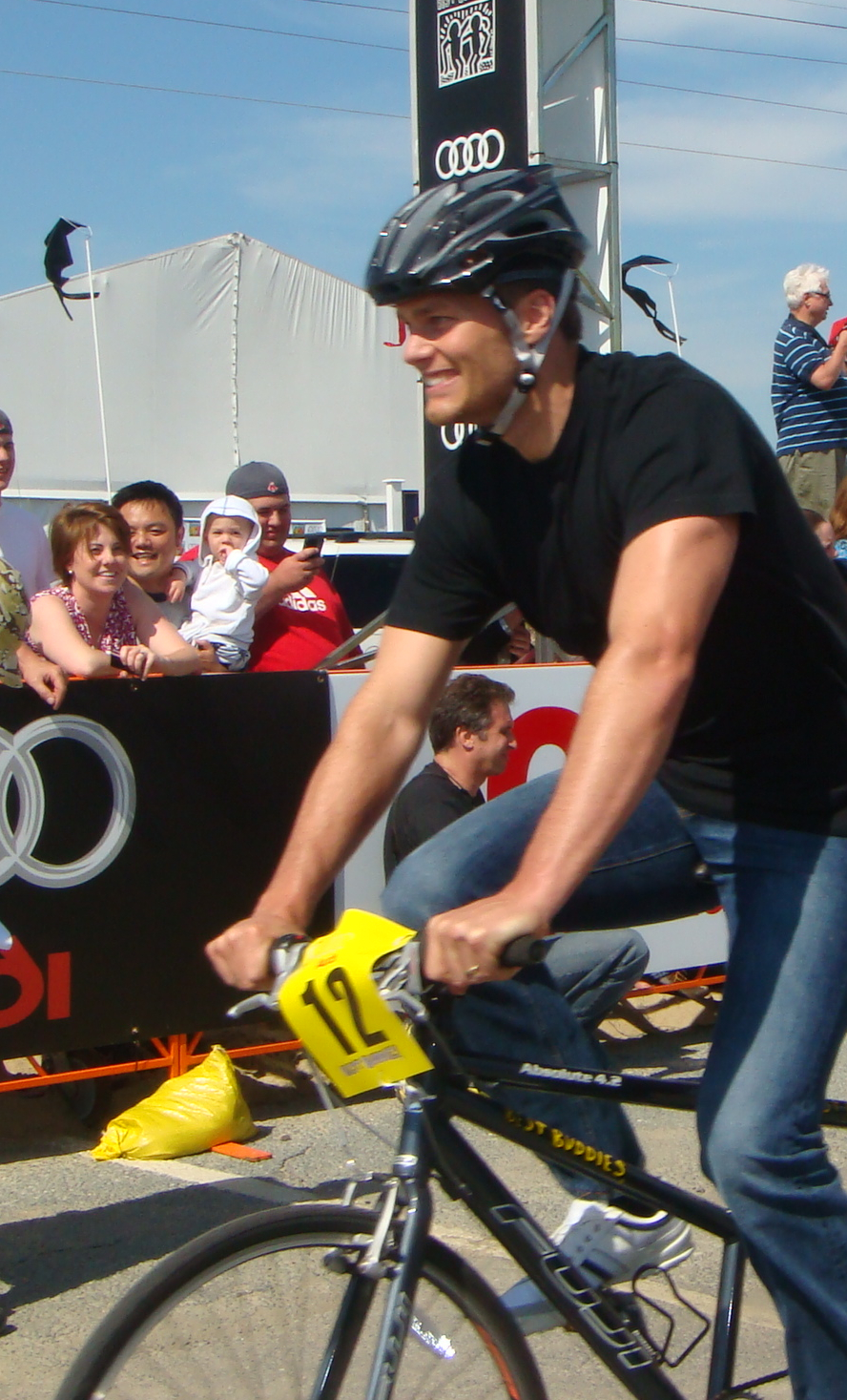
برادي يركب دراجة للأعمال الخيرية في بيست باديز رايد في هيانيس، ماساتشوستس، في مايو 2009

نشأ برايدي ككاثوليكي روماني، ولكن في مقابلة عام 2015 مع صحيفة نيويورك تايمز، أعرب عن أنه أقل تديناً مما هو روحي. قال: «لا أعرف ما أؤمن به. أعتقد أن هناك نظامًا عقائديًا، ولست متأكدًا من ماهيته». واعدت برايدي الممثلة بريدجيت مويناهان من عام 2004 حتى أواخر عام 2006. أنهى برايدي ومويناهان علاقتهما في وقت ما في أوائل ديسمبر 2006، في وقت قريب من حمل مويناهان. في 18 فبراير 2007، أكدت مويناهان لمجلة بيبول أنها كانت حاملاً أكثر من ثلاثة أشهر بطفل برايدي. ولد جون إدوارد توماس مويناهان في أغسطس 2007 في مركز سانت جون الصحي في سانتا مونيكا، كاليفورنيا.
بدأ برايدي بمواعدة عارضة الأزياء البرازيلية جيزيل بوندشين في ديسمبر 2006. في عام 2009، قال برايدي إنه تم تعيينهما في موعد أعمى من قبل صديق مشترك. تزوج برايدي وبوندشين في 26 فبراير 2009، في حفل كاثوليكي حميم في سانتا مونيكا، كاليفورنيا. معًا، لديهما طفلان: ولد ابن اسمه بنيامين راين في ديسمبر 2009 وابنة اسمها بحيرة فيفيان ولدت في ديسمبر 2012. أصبح برايدي ولاعب البيسبول كيفن يوكيليس شقيقين في القانون في عام 2012، عندما تزوجت يوكيليس من أخت برادي جولي. ابنة أخت برايدي مايا برايدي هي لاعبة كرة لينة جامعية في فريق بروينز من جامعة كاليفورنيا، لوس أنجلوس.
أقام برايدي وعائلته سابقًا في ضاحية بروكلين في بوسطن، ماساتشوستس (خلال مسيرته الكروية مع بيتريوتس)، بالإضافة إلى مدينة نيويورك. يمتلكون العديد من المنازل معًا ويقضون بعض الوقت خلال فصل الصيف في نادي يلوستون بالقرب من بيغ سكاي، مونتانا، بالإضافة إلى منزلهم في سيلو ريدج في أمينيا، نيويورك. عندما وقع برادي مع بوكانيرز، استأجر قصرًا في تامبا ، فلوريدا، يملكه لاعب بيسبول متقاعد ومالك ميامي مارلينز السابق ديريك جيتر. في ديسمبر 2020، ورد أن برايدي وبوندشين اشتروا منزلاً في إنديان كريك، فلوريدا.

### سياسة

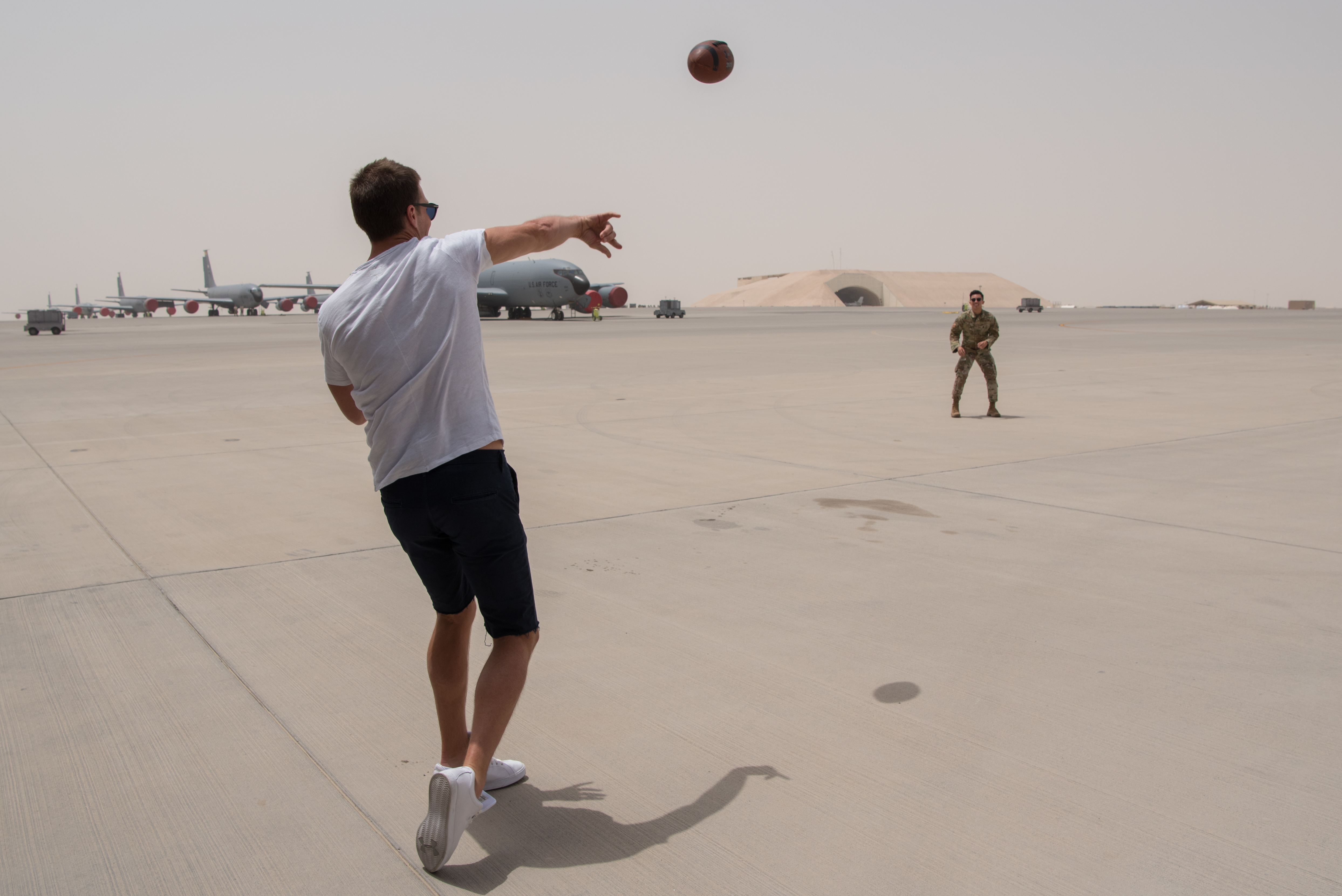
برادي يلعب لعبة الالتقاط مع أحد طياري القوات الجوية الأمريكية في قاعدة العديد الجوية في قطر عام 2018

حضر برايدي خطاب حالة الاتحاد لعام 2004 كضيف خاص على الرئيس آنذاك جورج دبليو بوش. في عام 2004، قال لـ إي إس بي إن ذا ماغازين إن كونه سيناتورًا أمريكيًا سيكون «أكثر طموحاته جنونًا».
برايدي صديق للرئيس السابق دونالد ترامب. في عام 2017، أشار برايدي إلى أنه كان يعرف ترامب «منذ 16 عامًا». في حدث سياسي في نيو هامبشاير في اليوم السابق للانتخابات الرئاسية لعام 2016، قال ترامب إنه تلقى مكالمة من برايدي، وأن برايدي أخبره «دونالد، أنا أدعمك، أنت صديقي، وقد صوتت لك.» ومع ذلك، بعد سؤال زوجته مباشرة على إنستغرام عما إذا كانت هي وبرادي يدعمان ترامب، أجاب بوندشين بـ «لا!» بعد أن تم تصوير قبعة حملة ترامب بعنوان «اجعل أمريكا عظيمة مرة أخرى» في خزانة برايدي، قال برادي إن بوندشين أخبره بعدم مناقشة السياسة بعد الآن، وهو ما يعتقد أنه «قرار جيد». لم ينضم برادي إلى نيو إنغلاند بيتريوتس في زيارة ترامب والبيت الأبيض في أبريل 2017 بعد فوزهم في سوبر بول، مشيرًا إلى «أمور عائلية شخصية».
في مقابلة مع هوارد ستيرن في برنامج ذا هاورد سترِن شو في أبريل 2020، أوضح برايدي أن ترامب قد تواصل معه للتحدث في المؤتمر الوطني الجمهوري لعام 2016 وأنه رفض قائلاً: «لقد كان الأمر غير مريح بالنسبة لي لأنك لا تستطيع التراجع أشياء، لا يعني أنني سأفكك صداقة، لكن الدعم السياسي يختلف تمامًا عن دعم صديق». قال إنه يعرف ترامب منذ عام 2001، وأن ترامب طلب منه أن يكون حكم في مسابقة ملكة جمال الولايات المتحدة الأمريكية، بعد أن قاد برايدي بيتريوتس للفوز في سوبر بول 36. وأوضح أن ترامب كان يحضر مباريات باتريوتس وكان يناديه ويلعب معه من حين لآخر. ومع ذلك، قال برايدي إنه لا يرى الجانب الإيجابي للتورط في حدث مثل الاستقطاب مثل الانتخابات الرئاسية.
بينما كانت هناك تكهنات بأن برايدي سيرشح نفسه لمنصب سياسي، في مقابلة عام 2015 ذكر أنه ليس لديه مصلحة في القيام بذلك.
في عام 2018، أيد الجمهورية هيلين برادي (التي لا علاقة لها به) لمراجع الدولة في ولاية ماساتشوستس؛ خسرت هيلين برادي الانتخابات أمام الديموقراطية سوزان بمب.

### نظام غذائي ونمط حياة
يشمل نظام برايدي الصحي التأمل التجاوزي، اليوجا، نظام غذائي 80/20 (يعني 80٪ قلوية و 20٪ حمضية)، وقت النوم المبكر، تدريب المقاومة، وتدريب المرونة العصبية.
يلتزم هو وعائلته بنظام غذائي صارم ومثير للجدل، وهو «طريقة TB12»، والتي جذبت الكثير من اهتمام وسائل الإعلام. وهو يدعو إلى تناول الماء يوميًا في أونصات من نصف وزن الجسم بالجنيه ويعترف باستهلاك «بضع مئات من الأوقية» يوميًا. يتجنب معظم الفواكه، الفطر، الطماطم، الفلفل، الباذنجان، القهوة، مشروب الغاتوريد، السكر الأبيض، الدقيق، الغلوتين، منتجات الألبان، الصودا، الحبوب، الأرز الأبيض، البطاطس، والخبز.
تابع زميل برايدي وصديقه، روب جرونكوفسكي، خطة النظام الغذائي النباتي لبرايدي وأليكس غيريرو منذ عام 2017. الرياضيون المحترفون الآخرون الذين يتبعون حمية برايدي هم الظهير الربعي كيرك كوزينز ولاعب الهوكي مارك شيفيل.

## وصلات خارجية
- توم برايدي على موقع إي إس بي إن.كوم (أن.أف.أل)3
- توم برايدي على موقع مرجع كرة القدم المحترفة.كوم (الإنجليزية)
- توم برايدي على موقع كلية كرة القدم في سبورتس رفرنس.كوم (الإنجليزية)
- New England Patriots profile
- توم برايدي على موقع IMDb (الإنجليزية)
- توم برايدي على موقع الموسوعة البريطانية (الإنجليزية)
- توم برايدي على موقع ألو سيني (الفرنسية)
- توم برايدي على موقع ميوزك برينز (الإنجليزية)
- توم برايدي على موقع تيرنر كلاسيك موفيز (الإنجليزية)
- توم برايدي على موقع إن إن دي بي (الإنجليزية)
- توم برايدي على موقع قاعدة بيانات الفيلم (الإنجليزية)